# Performics
Performics— агенція performance-маркетингу, що працює у галузі диджитал-реклами та пропонує сучасні рішення для просування бренду. Головний офіс розташований у Чикаго, штат Іллінойс, США. З 2008 року є частиною французького рекламного холдингу Publicis Groupe.

## Історія
Performics заснований Джеймсом Краутгемелем як афілійована компанія у 1998 році. А вже через 6 років, у 2004-му, агенцію придбав DoubleClick за 58 мільйонів доларів США. Ще через 3 роки, у 2007-му, DoubleClick став частиною Google (останній купив їх за 3,1 млрд доларів США). Цікаво, що частина агенції Performics, яка відповідала за пошуковий маркетинг та оптимізацію, була придбана французьким рекламним холдингом Publicis Groupe у 2008 році. У рамках холдингу Performics співпрацює з такими агенціями, як Saatchi & Saatchi, ZenithOptimedia, Leo Burnett.
У 2011 та 2012 роках Performics визнаний одним з кращих робочих місць Чикаго на думку співробітників Chicago Tribune.
У 2014 році дослідницький інститут RECMA назвав Performics однією з кращих диджитал-агенцій світу.
У 2017 році міжнародним CEO Performics призначений Девід Гулд.
На початок 2019 року компанія Performics представлена у 57 країнах світу, зокрема в Україні. Мережа агенцій обслуговує приблизно 250 клієнтів, серед яких Toyota, Reckitt Benckiser Kohl's, LVMH та інші всесвітньовідомі компанії. 

## Performics в Україні
Performics Ukraine заснований 31 березня 2017 року на базі Media Hub, структурного підрозділу Publicis One Україна, який виконував централізовані функції для медіа агенцій холдингу, зокрема для Zenith і Starcom. 
Серед власних клієнтів Performics Ukraine: «Київстар» та Pernod Ricard Ukraine. 

## Послуги
- Маркетинг у соціальних мережах (SMM)
- Пошукова оптимізація (SEO)
- Розробка перфоманс-контенту
- Реалізація перформанс-кампаній (Google Ads, Facebook Ads, DV360 тощо)
- Лідогенерація
- Вебаналітика
- Вебпродакшн